# Les Recrues
Pour plus de détails, voir Fiche technique et Distribution.
Les Recrues (La commare secca) est un film italien réalisé par Bernardo Bertolucci, sorti en 1962.
La trame narrative est très semblable à celle du film Rashomon d'Akira Kurosawa, bien que dans une interview, Bertolucci nie avoir vu le film à cette époque.

## Synopsis
À Rome, en 1960, le corps d'une prostituée est retrouvé sur les rives du Tibre. Un commissaire (qu'on n'entendra qu'en voix off) interroge les hommes qui ont été vus le soir du crime dans le parc où la femme exerçait son métier et chacun fait son propre récit sur la façon dont ils ont passé cette journée et se sont retrouvés à cet endroit le soir.
D'abord un garçon surnommé « Canticchia » prétend être passé par le parc en revenant d’un entretien pour un travail ; en réalité, cet après-midi-là, il s’adonnait avec deux acolytes (Nino et "le maire") à de menus larcins en volant des couples venus flirter au parc.
Ensuite « Le Calife », déjà bien connu de la police pour des précédents méfaits, prétend avoir passé la journée tranquillement en compagnie de sa petite amie Serenella ; en réalité, il est entretenu par Esperia, une femme qui est usurière et avec laquelle il va se quereller.
Le jeune soldat Teodoro a erré toute la journée dans la grande ville et, assis sur un banc dans le parc pour se reposer, s’est simplement endormi, sans se rendre compte de ce qui se passait autour de lui. 
L’excentrique Natalino esquive les questions et accuse deux garçons vus dans le parc, Francolicchio et Pipito. Ceux-ci ont passé la journée en compagnie de deux filles (Domenica et Milly) et sont convenus de les rencontrer le lendemain pour déjeuner ensemble, mais n'ayant pas l’argent pour les inviter, ils approcheront le soir, dans le parc, un homosexuel qu'ils vont voler.
Cependant, un seul des deux garçons pourra raconter ce qui s’est passé car, lorsque la police s’est présentée dans leur village pour recueillir leur témoignage, ils se sont instinctivement enfuis, convaincus qu’ils étaient recherchés pour le vol, et l’un des deux s’est noyé dans la rivière. 
Enfin, c’est la déposition de l'homosexuel victime du vol qui s’avèrera fondamentale pour résoudre l’enquête, car il a été témoin oculaire du meurtre, et il reconnaîtra l'assassin.

## Fiche technique
- Titre : La commare secca
- Réalisation : Bernardo Bertolucci
- Scénario : Bernardo Bertolucci et Sergio Citti, d'après une histoire de Pier Paolo Pasolini
- Production : Tonino Cervi
- Maison de production : Compagnia Cinematografica Cervi S.p.A., et Cineriz
- Musiques Piero Piccioni
- Montage : Gianni Narcisi
- Costumes : Adriana Sparado
- Pays de production :  Italie
- Format : Noir et blanc - Mono - 35 mm
- Genre : Drame
- Durée : 88 minutes
- Date de sortie :
  - Italie : 27 août 1962 (Mostra de Venise 1962) ; 2 novembre 1962 (Rome)
  - France : 18 novembre 1979 (télévision, Cinéma de minuit, France 3) ; 13 février 2019 (cinéma, province uniquement)[1]

## Distribution
Tous les acteurs du film sont non professionnels. Par ordre d'apparition :
- Francesco Ruiu : Eugiano Maialetti dit "Canticchia"
- Giancarlo De Rosa : Nino
- Vincenzo Ciccora : "le maire"
- Alfredo Leggi : Felipe Bostelli dit "le calife"
- Carlotta Barilli : Serenella
- Gabriella Giorgelli : Esperia
- Santina Lisio : Anita, mère d'Esperia
- Ada Peragostini : Maria
- Clorinda Celani : Soraya
- Allen Midgette : Teodoro Cosentino, le soldat
- Wanda Rocci : la prostituée
- Renato Troiani : Natalino
- Marisa Solinas : Bruna
- Alvaro D'Ercole : Francolicchio
- Romano Labate : Pipito
- Emy Rocci : Domenica
- Lorenza Benedetti : Milly
- Erina Torelli : Mariella
- Silvio Laurenzi : l'homosexuel
- Gianni Bonagura : le commissaire (voix)
- Elena Fontana (non créditée)
- Maria Fontana (non créditée)